# ライララパクス
ライララパクス（Lyrarapax、またはライララパックス）は、 約5億年前のカンブリア紀に生息したラディオドンタ類の節足動物の一属。前部付属肢に鋸歯状の大きな棘をもつ、中国の澄江動物群で見つかった Lyrarapax unguispinus と Lyrarapax trilobus という2種が知られている。

## 名称
学名「Lyrarapax」はラテン語の「lyra」（ライアー）と「rapax」（捕食者）の合成語で、ライアーという弦楽器に似た本属の体の輪郭と捕食者とされることに因んで名付けられた。中国語は「里拉琴蟲」（簡体字：里拉琴虫、ピンイン：Lǐlā qín chóng、リーラーチンチョン）と呼ぶ。

## 発見
本属は中国雲南省の澄江における堆積累層 Maotianshan Shale（澄江動物群、カンブリア紀第三期、約5億1,800万年前）から産出した数少ない化石標本のみによって知られる（Lyrarapax unguispinus は4点、Lyrarapax trilobus は2点のみ）。模式種（タイプ種）である L. unguispinus の模式標本（ホロタイプ）YKLP 13304 は、複眼の神経叢、網膜と六角形のレンズ（個眼）、そして脳神経節と思われる痕跡まで保存されており、議論的なラディオドンタ類の系統位置と前部付属肢の由来を示唆する重要な情報を与えていた（詳細はラディオドンタ類#神経系、ラディオドンタ類#前部付属肢の対応関係、およびラディオドンタ類#節足動物の基部系統を示唆する指標を参照）。

## 形態

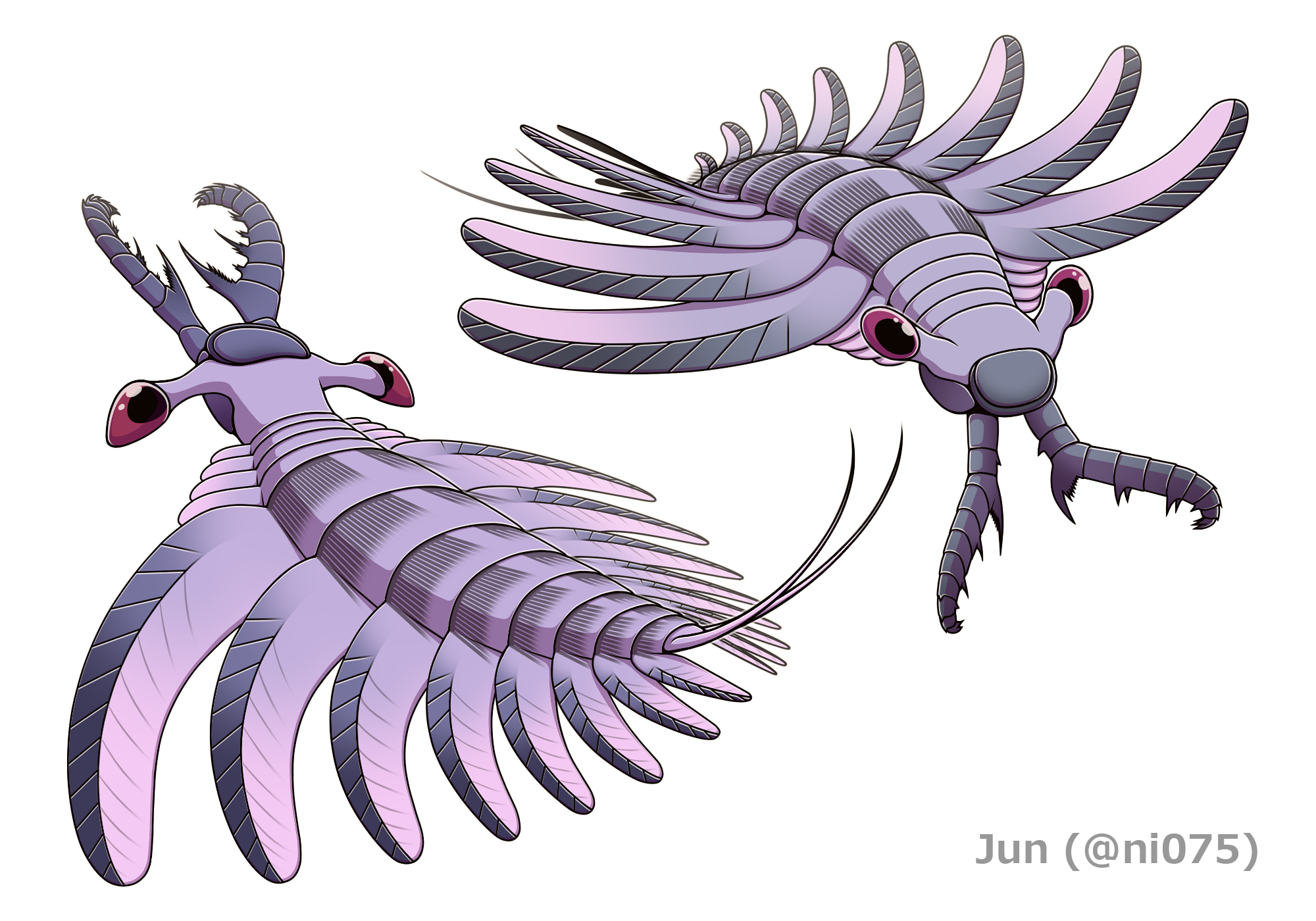
Lyrarapax unguispinus（左下）と Lyrarapax trilobus（右上）の全身復元図
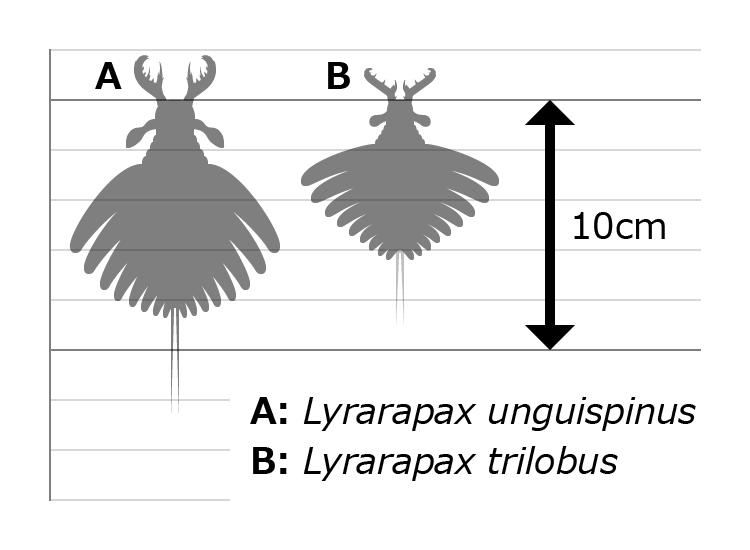
同種のサイズ推定図

前部付属肢の鋸歯状の大きな棘（内突起）と付け根が肩のように出張った長い鰭が特徴的で、体長1.8cmから10cmに満たない小型のラディオドンタ類である。

### 頭部
アノマロカリスやアンプレクトベルアのラディオドンタ類に似て、頭部の背側と左右にある3枚の甲皮（head sclerite complex）はいずれも丸みを帯びて小さい。眼柄に付いた側眼（複眼）は左右の甲皮近くから張り出している。なお、本属はスタンレイカリスのように、背側の甲皮直後で更に1つの中眼をもつとも考えられる。

#### 前部付属肢

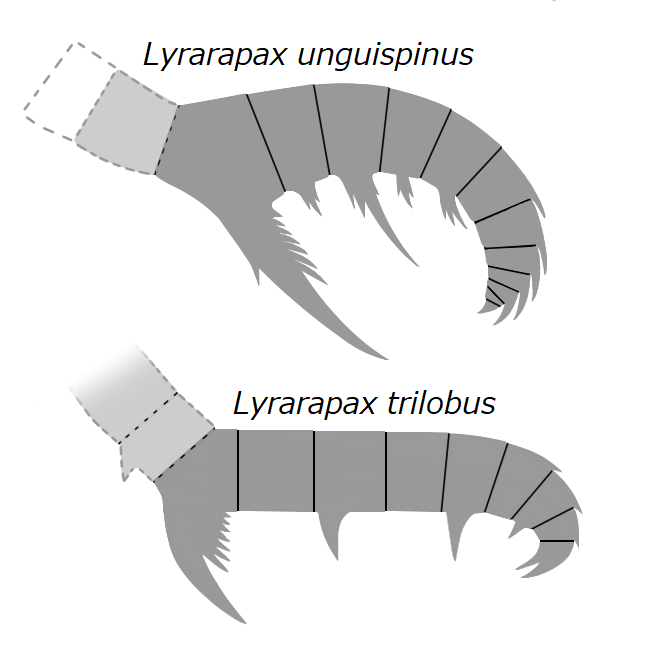
ライララパクスの前部付属肢。Lyrarapax unguispinus の柄部は1節のみが確認されるが、L. trilobus のように、実は2節（余白）ではないかとも想定される。

正面にある1対の前部付属肢（frontal appendage）は十数節に分れ、柄部（1-2節）と捕獲用の部分（9-11節）の間がやや上向きに屈曲する。腹側の内突起（endite）のうち、柄部直後の肢節にある方は強大で、刃のように前後の幅が広く、前縁の付け根に沿って6-7本の鋸歯状の分岐（auxiliary spine）が密生している。この内突起の長さ、および残りの肢節の数と内突起の形は種によって異なる。最終数節の背側は前に突き出した棘（dorsal spine）をもつ。

#### 口と歯
口の歯（oral cone）は幼生と思われる化石標本 XDMU-133 のみに見られる。歯の正確の数などの細部構造ははっきりしないが、フルディア科の種類に似た十字放射状（十字方向の4枚の歯が最も発達）で、表面にたくさんの隆起が生えることが分かる。このようなの特徴の組み合わせ（十字放射+隆起）は、コーダティカリス（Cordaticaris）と "Anomalocaris" kunmingensis の歯に似ている。
かつて、Cong et al. (2014, 2016) に記載された本属の化石標本は、いずれも口の部分は環形の皺に囲まれた構造のみ見られ、前述のような歯が発見されなかったため、本属は一時期では例外的に「歯の無いラディオドンタ類」と考えられた。歯の存在を判明した Liu et al. 2018 以降では、前述の「環形の皺」は単に口の内部構造、もしくは遺骸から解離した歯の付着面と見直されるようになった。

### 胴部
胴部のうち最初の4節はやや幅狭い「首」に短縮し、その左右に並んだ鰭（ひれ、flap）も退化的である。残り8節以上の胴節は少なくとも8対の細長い鰭をもち、尾部に向けて次第短くなる。鰭の前縁には一連の脈（strengthening rays）が並んでおり、付け根は肩のようにやや出張った。確実の証拠に限れば、尾部は1対の尾毛（furcae）のみをもつ。胴節ごとに付属した鰓と思われる櫛状構造（setal blades）は局部のみ知られ、全貌ははっきりしない。

## 生態
ライララパクスは活動的な遊泳性捕食者であったと考えられる。柄部に屈曲した関節をもつ捕獲用の前部付属肢は、現生節足動物であるカマキリの前脚やサソリモドキの触肢のように獲物を捕え、アノマロカリスやアンプレクトベルアのラディオドンタ類と同様、頭部の小さな甲皮は、防衛に用いられる同時に前部付属肢の広い可動域をも維持できたと考えられる。また、L. unguispinus の幼生化石にも発達した前部付属肢をもつため、本種は幼生から既に捕食者であったことも示唆される。

## 分類
ラディオドンタ類の中で、ライララパクスはアンプレクトベルア科（Amplectobeluidae）に分類される。一方、ライララパクスは同科とされるアンプレクトベルアとラムスコルディア（Ramskoeldia）において特徴的な顎基様の構造体（gnathobase-like structures）はなく、歯の構造も異なるなどの相違点を基に、この系統的位置は疑問視すべきという見解もある。しかし、ライララパクスがアンプレクトベルア科に含まれることは、ほとんどの系統解析から支持を得られている。
ライララパクス（ライララパクス属 Lyrarapax）には L. unguispinus と L. trilobus という2種が知られ、主に前部付属肢の形態を基に区別される。
- Lyrarapax unguispinus [3]（ライララパクス・ウングイスピナス[5]）

本属の模式種（タイプ種）。前部付属肢は少なくとも12節（柄部1節+残り11節）があり、内突起は柄部直後の5節のみに生える。そのうち最初の内突起は L. trilobus より長く、前側の分岐は6-7本、残りの肢節と鋏に似た構造をなしている。直後4節の内突起は三叉状で長短を繰り返す。残りの肢節は腹側に内突起は無く、代わりに L. trilobus より発達した背側の棘をもつ。最終肢節は1本の爪に似た形をとる。尾部は1対の尾毛をもつことが分かる他、標本 YKLP 13304 からは尾扇を構成した、3対の尾鰭に似た不確実な構造体が確認される。体長最大8.3cm。
種小名「unguispinus」はラテン語の「unguis」（爪）と「spinus」（棘）の合成語で、本種の爪に似た前部付属肢とその発達した棘に因んでいる。
- Lyrarapax trilobus [4]（ライララパクス・トライロバス）

前部付属肢は少なくとも11節（柄部2節+残り9節）があり、L. unguispinus に比べると、全体はまっすぐに伸びて内突起は比較的に短い。柄部は不明瞭だが2節が知られ、そのうち第2節は内突起をもつ。柄部直後の発達した内突起は L. unguispinus より短く、前側の分岐は7本。それ以降の肢節は断続的に1対の単純な内突起を生えたり欠けたりする。最終4肢節のうち前3節は L. unguispinus より目立たない背側の棘をもち、最終肢節は1本の爪と1対の内突起をもつ。左右の甲皮と尾部は不明。体長最大約6cmと推測される。
化石標本 YKLP 13321 の胴部の背側には1対の溝が走り、胴部が縦に3部分に分かれるように見える。種小名「trilobus」（三つの葉）はその特徴に由来する。